# جلوبيولين مرتبط بالهرمونات التناسلية
غلوبولين ربط الهرمونات الجنسية (SHBG) أو غلوبولين ربط الستيرويدات الجنسية (SSBG) هو بروتين سكري يرتبط بالأندروجينات والإستروجينات. عندما يتم إنتاجه بواسطة خلايا سيرتولي في النبيبات الناقلة للمني للخصيتين، يسمى بروتين ربط الأندروجين (ABP).
ترتبط الهرمونات الستيرويدية الأخرى مثل البروجسترون، والكورتيزول، والكورتيكوستيرويدات الأخرى بواسطة ترانزكورتين. يوجد SHBG في جميع الفقاريات باستثناء الطيور.

## الوظيفة
يتواجد التستوستيرون والإستراديول في مجرى الدم، مرتبطين بشكل فضفاض في الغالب بـألبومين المصل (~54%)، وبشكل أقل ارتباطًا بشكل وثيق بـSHBG (~44%). فقط جزء صغير جدًا حوالي 1 إلى 2% يكون غير مرتبط، أو "حر"، وبالتالي يكون نشطًا بيولوجيًا وقادرًا على دخول الخلية وتفعيل مستقبلاتها. يثبط SHBG وظيفة هذه الهرمونات. وبالتالي، تتأثر التوافرية المحلية للهرمونات الجنسية بمستوى SHBG. لأن SHBG يرتبط بالتستوستيرون (T) والديهيدروتستوستيرون (DHT)، تصبح هذه الهرمونات أقل قابلية للذوبان في الدهون وتتركز في السائل الموجود داخل الأنيبيبات المنوية. المستويات الأعلى من هذه الهرمونات تمكن من تكون الحيوانات المنوية في النبيبات الناقلة للمني ونضوج الحيوانات المنوية في البربخ. يتم تنظيم إنتاج SHBG تحت تأثير FSH على خلايا سيرتولي، ويتم تعزيزه بواسطة الإنسولين، الريتينول، والتستوستيرون.
الارتباط النسبي للهرمونات الجنسية المختلفة بـSHBG هو الديهيدروتستوستيرون (DHT) > التستوستيرون > الأندروستينديول > الإستراديول > الإسترون. يرتبط DHT بـSHBG بحوالي 5 أضعاف تقارب التستوستيرون وحوالي 20 ضعف تقارب الإستراديول. الديهيدروإيبياندروستيرون (DHEA) يرتبط بشكل ضعيف بـSHBG، ولكن كبريتات الديهيدروإيبياندروستيرون لا ترتبط بـSHBG. الأندروستينديون أيضًا لا يرتبط بـSHBG، بل يرتبط فقط بالألبومين. إسترون السلفات والإستريول أيضًا يرتبطان بشكل ضعيف بـSHBG. أقل من 1% من البروجسترون يرتبط بـSHBG.
مستويات SHBG عادة ما تكون أعلى بحوالي مرتين في النساء مقارنة بالرجال. في النساء، يعمل SHBG على الحد من التعرض لكل من الأندروجينات والإستروجينات. تم ربط مستويات SHBG المنخفضة في النساء بفرط الأندروجينية وسرطان بطانة الرحم بسبب التعرض المتزايد للأندروجينات والإستروجينات على التوالي. أثناء الحمل، بسبب تنشيط إنتاج SHBG في الكبد بواسطة مستويات الإستروجين العالية، تزيد مستويات SHBG بخمسة إلى عشرة أضعاف. قد تعمل مستويات SHBG العالية أثناء الحمل على حماية الأم من التعرض لأندروجينات الجنين التي تفلت من الاستقلاب بواسطة المشيمة. توضح تقرير حالة عن فرط الأندروجينية الشديد في امرأة حامل بسبب حالة نادرة من نقص SHBG الوراثي هذا.

## الكيمياء الحيوية

### التخليق الحيوي
يتم إنتاج SHBG في الغالب بواسطة الكبد ويتم إطلاقه في مجرى الدم. تشمل المواقع الأخرى التي تنتج SHBG الدماغ، الرحم، الخصيتين، والمشيمة. يسمى SHBG المنتج في الخصيتين بروتين ربط الأندروجين.

## الجين
يسمى الجين الخاص بـSHBG بـShbg، ويقع على كروموسوم 17 على الذراع القصير بين النطاقات 17p12→p13. يتداخل على شريط DNA التكميلي الجين الخاص بالسبيرميدين/السبيرمين N1-acetyltransferase family member 2 (SAT2). توجد الجينات القريبة لـp53 وATP1B2، ومتلازمة إكس الهش، نظير التوحد 2 (FXR2) على الشريط التكميلي. هناك ثمانية إكسونات، منها إكسون 1 له ثلاثة متغيرات تسمى 1L، 1T و1N والتي يتم تشغيلها بواسطة ثلاثة محفزات: PL، PT وPN على التوالي. يأتي SHBG مع إكسونات 1L، 2، 3، 4، 5، 6، 7، و8 متصلة معًا. يشمل المتغير SHBG-T الذي يفتقد إكسون 7 ولكن مع إكسون 1T الذي يتم تحفيزه بواسطة المحفز PT على الشريط المعاكس، والذي يتم مشاركته مع ذلك الخاص بـSAT2.

### تعدد الأشكال
هناك اختلافات في المادة الوراثية لهذا البروتين لها تأثيرات مختلفة. في البشر، تشمل تعدد الأشكال الشائعة ما يلي:
Rs6259، ويسمى أيضًا Asp327Asn الموجود في الموقع 7633209 على كروموسوم 17، يؤدي إلى وجود موقع إضافي لـN-glycosylation، وبالتالي يمكن إرفاق سكر إضافي. هذا يؤدي إلى زيادة عمر النصف للبروتين في الدوران، وزيادة مستوياته. تشمل التأثيرات الصحية انخفاض خطر سرطان بطانة الرحم وزيادة خطر الذئبة الحمامية الجهازية.
Rs6258 ويسمى أيضًا Ser156Pro موجود في الموقع 7631360 على كروموسوم 17.
Rs727428 الموقع 7634474 موجود في عدة بالمئة من البشر.
(TAAAA)(n) هي خمسة أزواج قاعدية تتكرر عددًا متغيرًا من المرات على الشريط المعاكس لـDNA.

## تنشيط المحفز
تتمثل آلية تنشيط المحفز لـSHBG في الكبد في ارتباط HNF4A بعنصر cis يشبه DR1 مما يحفز الإنتاج. يتنافس PPARG-2 مع HNF4A في موقع ثالث على المحفز ويقلل من نسخ الجين إلى RNA. إذا كان مستوى HNF4A منخفضًا، فإن COUP-TF يرتبط بالموقع الأول ويوقف إنتاج SHBG.

## البروتين
غلوبولين ربط الهرمونات الجنسية هو ثنائي الوحدات، مما يعني أنه يتكون من سلسلتين متطابقتين من الببتيدات. تسلسل الأحماض الأمينية هو نفسه بالنسبة لبروتين ربط الأندروجين المنتج في الخصيتين، ولكن مع سكريات قليلة مختلفة مرتبطة.
يحتوي SHBG على نطاقين يشبهان لامينين G يشكلان جيوبًا ترتبط بالجزيئات الكارهة للماء. ترتبط الستيرويدات بالنطاق LG الموجود في الطرف الأميني للبروتين. داخل جيب النطاق يوجد بقايا سيرين تجذب النوعين المختلفين من الستيرويدات في نقاط مختلفة، مما يغير اتجاهها. ترتبط الأندروجينات بالمجموعات الوظيفية C3 على الحلقة A، وترتبط الإستروجينات عبر هيدروكسيل مرتبط بـC17 على الحلقة D. يغير الاتجاهان المختلفان حلقة فوق مدخل الجيب وموضع trp84 (في البشر). وبالتالي، يشير البروتين بأكمله إلى الهرمون الذي يحمله على سطحه. يتم ترميز نطاق ربط الستيرويد LG بواسطة الإكسونات من 2 إلى 5. منطقة رابطة تربط بين نطاقي LG معًا.
عند إنتاجه لأول مرة، يكون سلف SHBG مرتبطًا بببتيد إشارة رئيسي يحتوي على 29 حمضًا أمينيًا. يحتوي الببتيد المتبقي على 373 حمضًا أمينيًا. هناك جسران من الكبريت.
ترتبط السكريات في نقطتين مختلفتين لغلكزة N على الأسباراجين (351 و367) ونقطة واحدة لغلكزة O على الثريونين.

### المعادن
يحتاج أيون الكالسيوم لربط عنصري الثنائي معًا. أيضًا، يتم استخدام أيون الزنك لتوجيه جزء غير منظم من سلسلة الببتيد.

## التنظيم
يحتوي SHBG على تأثيرات هرمونية معززة ومثبطة، وبالتالي يمكن اعتباره هيباتوكين. ينخفض مع ارتفاع مستويات الإنسولين، هرمون النمو، عامل النمو الشبيه بالإنسولين 1 (IGF-1)، الأندروجينات، البرولاكتين والترانزكورتين. تسبب مستويات الإستروجين والثيروكسين العالية في زيادته.
في محاولة لتفسير انخفاض SHBG المرتبط بالسمنة، تشير الأدلة الحديثة إلى أن السكر أو أحادي السكاريد الناجم عن تكوين الدهون الكبدية، والدهون الكبدية بشكل عام، والسيتوكينات مثل TNF-alpha والإنترلوكينات تقلل من SHBG، بينما لا يفعل الإنسولين ذلك. على سبيل المثال، تسبب الأدوية المضادة للصدفية التي تثبط عامل نخر الورم ألفا في زيادة SHBG. الآلية المشتركة لجميع هذه التأثيرات، بما في ذلك تأثير هرمونات الغدة الدرقية، كانت تقليل تنظيم العامل النووي الكبدي 4 (HNF4).

## قيم الدم
تم تطوير نطاقات مرجعية لفحوصات الدم لـSHBG:
| الفئة                           | النطاق             |
| ------------------------------- | ------------------ |
| أنثى بالغة، ما قبل انقطاع الطمث | 40–120 نانومول/لتر |
| أنثى بالغة، ما بعد انقطاع الطمث | 28–112 نانومول/لتر |
| ذكر بالغ                        | 20–60 نانومول/لتر  |
| رضيع (1–23 شهرًا)                | 60–252 نانومول/لتر |
| ما قبل البلوغ (2–8 سنوات)       | 72–220 نانومول/لتر |
| أنثى في سن البلوغ               | 36–125 نانومول/لتر |
| ذكر في سن البلوغ                | 16–100 نانومول/لتر |

## الأهمية السريرية

### مستويات مرتفعة أو منخفضة

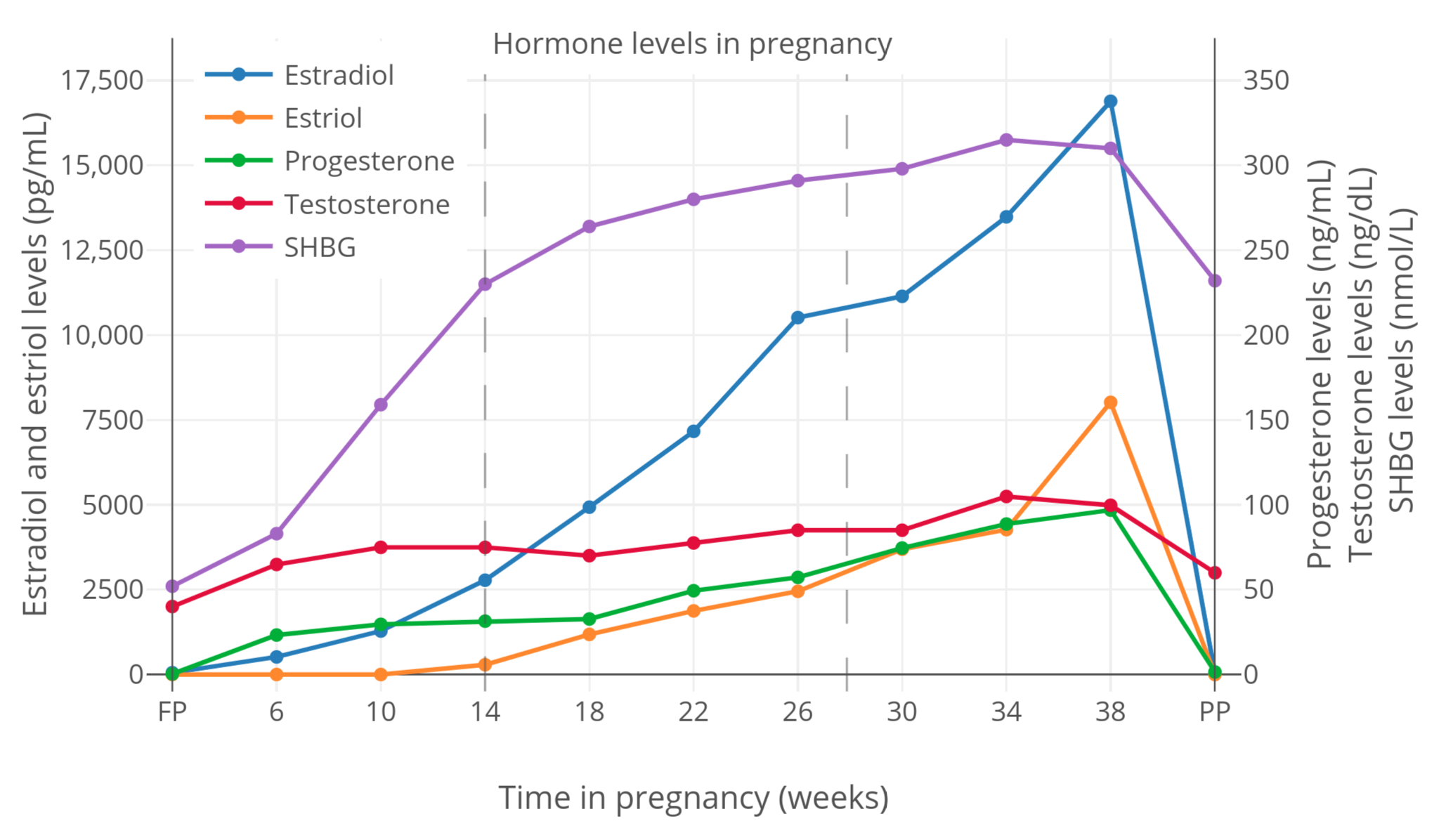
مستويات الهرمونات الجنسية وSHBG أثناء الحمل عند النساء.

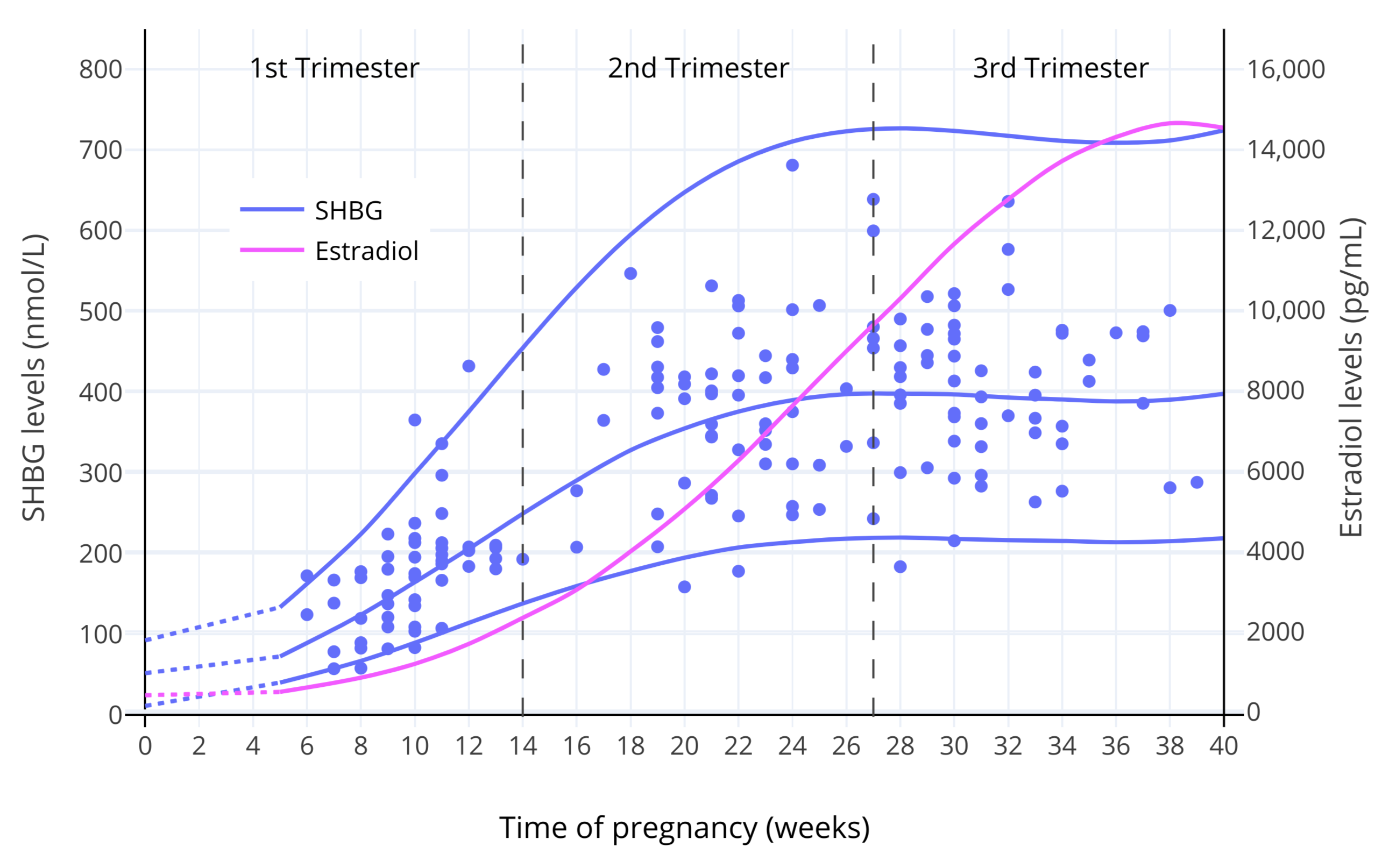
مستويات SHBG والإستراديول أثناء الحمل عند النساء. بالنسبة لـSHBG، الخطوط تمثل المتوسط والمستوى المئوي 95 بينما النقاط تمثل القياسات الفردية. بالنسبة للإستراديول، الخط يمثل المستوى المتوسط. الأجزاء المتقطعة من الخطوط تم استقراؤها.

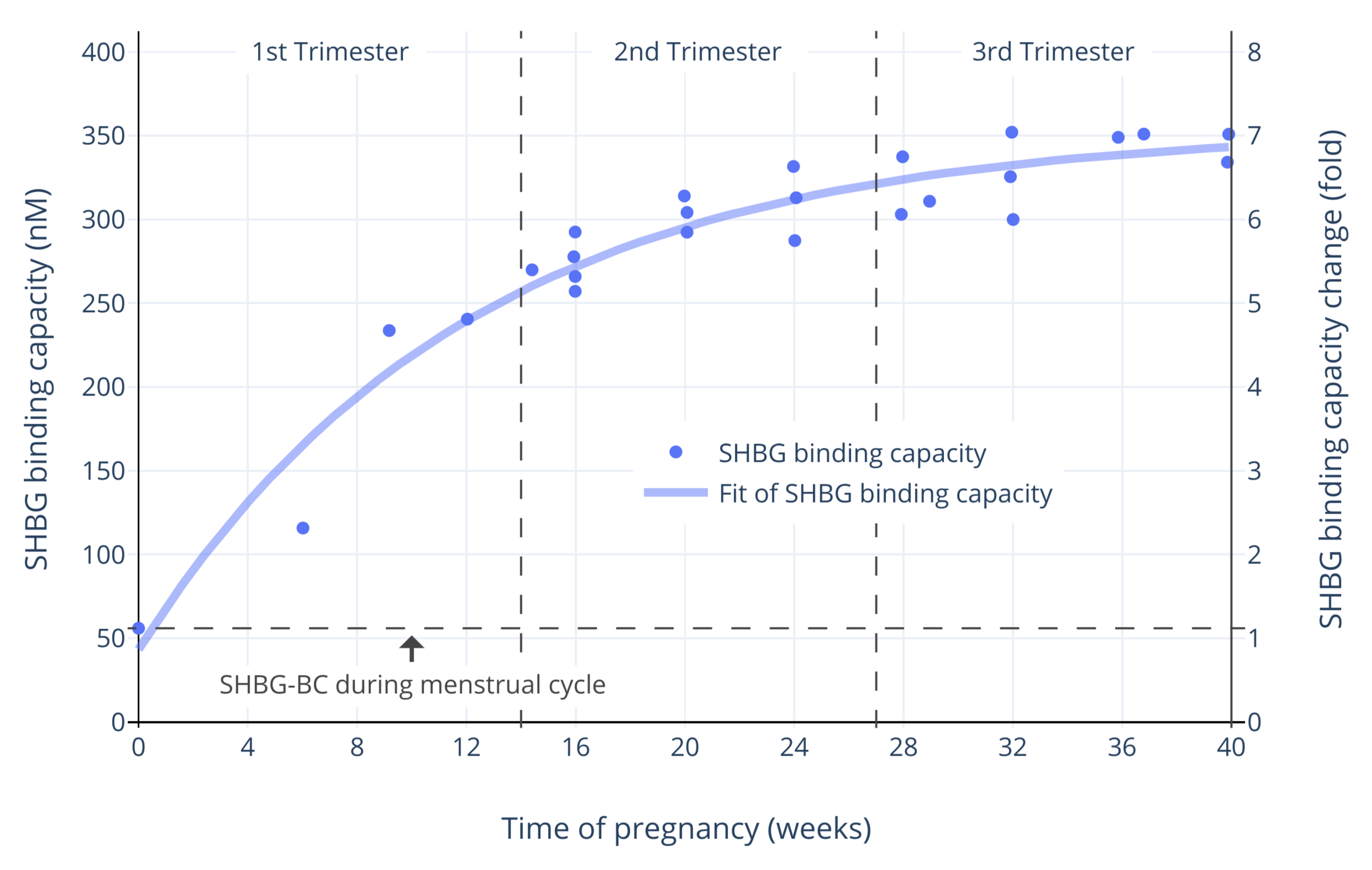
قدرة ربط SHBG أثناء الحمل عند النساء.

تنخفض مستويات SHBG بسبب الأندروجينات، استخدام الستيرويدات الابتنائية، متلازمة المبيض المتعدد الكيسات (PCOS)، قصور الغدة الدرقية، السمنة، متلازمة كوشينغ، وضخامة النهايات. تزيد المستويات المنخفضة من SHBG من احتمالية الإصابة بمرض السكري من النوع 2. تزيد مستويات SHBG مع الحالات الإستروجينية (حبوب منع الحمل)، الحمل، فرط نشاط الغدة الدرقية، تليف الكبد، فقدان الشهية، وبعض الأدوية. يزيد تقييد السعرات الحرارية على المدى الطويل من SHBG في القوارض والرجال، بينما يقلل من التستوستيرون الحر والإستراديول الكلي ولا يؤثر على DHEA-S، الذي لا يرتبط بـSHBG. ترتبط متلازمة المبيض المتعدد الكيسات بمقاومة الإنسولين، والإنسولين الزائد يقلل من SHBG، مما يزيد من مستويات التستوستيرون الحر.
في الرحم، يكون مستوى SHBG لدى الجنين البشري منخفضًا، مما يسمح بزيادة نشاط الهرمونات الجنسية. بعد الولادة، يرتفع مستوى SHBG ويظل مرتفعًا طوال مرحلة الطفولة. في سن البلوغ، ينخفض مستوى SHBG إلى النصف لدى الفتيات وإلى الربع لدى الأولاد. التغيير في سن البلوغ يتم تحفيزه بواسطة هرمون النمو، وتختلف نبضاته بين الأولاد والفتيات.[بحاجة لتوضيح] في الثلث الثالث من الحمل، يرتفع مستوى SHBG لدى الأم إلى خمسة إلى عشرة أضعاف المستوى المعتاد للمرأة. هناك فرضية تقول أن هذا يحمي من تأثير الهرمونات التي ينتجها الجنين.
الفتيات البدينات أكثر عرضة لبدء الحيض مبكرًا بسبب انخفاض مستويات SHBG. يؤدي فقدان الشهية أو النحافة لدى النساء إلى ارتفاع مستويات SHBG، مما قد يؤدي إلى انقطاع الطمث.

### مرض السكري من النوع 2
ترتبط المستويات المنخفضة من SHBG وبعض تعدد الأشكال لجين SHBG بتطور مقاومة الإنسولين ومرض السكري من النوع 2. يبدو أن هذه التأثيرات تتضمن عملًا مباشرًا على المستوى الخلوي حيث أصبح واضحًا أن أغشية الخلايا لبعض الأنسجة تحتوي على مستقبلات عالية التقارب لـSHBG.

### التخثر
SHBG هو مؤشر مفيد وغير مباشر للتخثر الناجم عن الإستروجين وبالتالي التخثر الوريدي، على سبيل المثال مع حبوب منع الحمل.

### الأدوية
حبوب منع الحمل التي تحتوي على إيثينيل إستراديول يمكن أن تزيد مستويات SHBG من 2 إلى 4 أضعاف وتقلل من تركيزات التستوستيرون الحر بنسبة 40 إلى 80% لدى النساء. يمكن استخدامها لعلاج أعراض فرط الأندروجينية مثل حب الشباب والشعرانية. بعض حبوب منع الحمل، خاصة تلك التي تحتوي على جرعات عالية من الإيثينيل إستراديول (التي تم إيقافها ولم تعد متوفرة في السوق)، يمكن أن تزيد مستويات SHBG بما يصل إلى 5 إلى 10 أضعاف.
بعض الأدوية، مثل بعض الستيرويدات الابتنائية مثل مستيرولون ودانازول وبعض البروجستين مثل ليفونورجيستريل ونوريثيستيرون، لديها تقارب عالي لـSHBG ويمكن أن ترتبط به وتزيح الستيرويدات الذاتية منه، مما يزيد من تركيزات هذه الستيرويدات الذاتية الحرة. تم تقدير أن المستويات العلاجية للدانازول، ميثيل التستوستيرون، فلوكسي ميثيل تستوستيرون، ليفونورجيستريل، ونوريثيستيرون ستشغل أو تزيح من التستوستيرون 83–97%، 48–69%، 42–64%، 16–47%، و4–39% على التوالي من مواقع ارتباط SHBG، بينما أدوية أخرى ذات تقارب منخفض لـSHBG مثل إيثينيل إستراديول، سيبروتيرون أسيتات، وأسيتات ميدروكسي بروجستيرون ستشغل أو تزيح من التستوستيرون 1% أو أقل من مواقع ارتباط SHBG.
معدلات مستقبلات الأندروجين الانتقائية (SARMs) أيضًا تقلل من SHBG.
| المركب                                                                        | الهيكل       | SHBG RBA (%) | SHBG K (106 M−1) | CBG RBA (%) | CBG K (106 M−1) |
| ----------------------------------------------------------------------------- | ------------ | ------------ | ---------------- | ----------- | --------------- |
| أمينوغلوتيثيميد                                                               | غير ستيرويدي | <0.01        | <0.2             | <0.1        | <0.1            |
| أندروستانولون                                                                 | ستيرويدي     | 220          | 5500             | 1.3         | 0.83            |
| بيتاميثازون                                                                   | ستيرويدي     | <0.01        | <0.2             | <0.1        | <0.1            |
| كوليكالسيفيرول                                                                | ستيرويدي     | <0.01        | <0.2             | <0.1        | <0.1            |
| سيميتيدين                                                                     | غير ستيرويدي | <0.01        | <0.2             | <0.1        | <0.1            |
| كلوميفين                                                                      | غير ستيرويدي | <0.01        | <0.2             | <0.1        | <0.1            |
| كورتيزول (هيدروكورتيزون)                                                      | ستيرويدي     | 0.13         | 1.6              | 100         | 76              |
| كورتيزون أسيتات                                                               | ستيرويدي     | 0.10         | 1.2              | <0.1        | <0.1            |
| سيبروتيرون أسيتات                                                             | ستيرويدي     | 0.10         | 1.2              | <0.1        | <0.1            |
| دانازول                                                                       | ستيرويدي     | 18           | 240              | 10          | 6.5             |
| ديكساميثازون                                                                  | ستيرويدي     | <0.01        | <0.2             | <0.1        | <0.1            |
| ديا زوكسيد                                                                    | غير ستيرويدي | <0.01        | <0.2             | <0.1        | <0.1            |
| داي إيثيل ستيلبوستيرول                                                        | غير ستيرويدي | <0.01        | <0.2             | <0.1        | <0.1            |
| ديجيتوكسين                                                                    | ستيرويدي     | <0.01        | <0.2             | <0.1        | <0.1            |
| ديجوكسين                                                                      | ستيرويدي     | <0.01        | <0.2             | <0.1        | <0.1            |
| دي إل-دوبا                                                                    | غير ستيرويدي | <0.01        | <0.2             | <0.1        | <0.1            |
| دوبامين                                                                       | غير ستيرويدي | <0.01        | <0.2             | <0.1        | <0.1            |
| إنكلوميفين                                                                    | غير ستيرويدي | <0.01        | <0.2             | <0.1        | <0.1            |
| إبينفرين                                                                      | غير ستيرويدي | <0.01        | <0.2             | <0.1        | <0.1            |
| إستراديول                                                                     | ستيرويدي     | 49           | 680              | <0.1        | <0.1            |
| إستراديول بنزوات                                                              | ستيرويدي     | 0.70         | 8.6              | <0.1        | <0.1            |
| إيثينيل إستراديول                                                             | ستيرويدي     | 0.80         | 9.9              | <0.1        | <0.1            |
| إيثيستيرون                                                                    | ستيرويدي     | 55           | 780              | 0.33        | 0.21            |
| فلودروكورتيزون                                                                | ستيرويدي     | <0.01        | <0.2             | 0.74        | 0.47            |
| فلوكسي ميثيل تستوستيرون                                                       | ستيرويدي     | 4.8          | 60               | <0.1        | <0.1            |
| فلوتاميد                                                                      | غير ستيرويدي | <0.01        | <0.2             | <0.1        | <0.1            |
| حمض هوموفانيليك                                                               | غير ستيرويدي | <0.01        | <0.2             | <0.1        | <0.1            |
| هيدروكورتيزون هيميسكسينات                                                     | ستيرويدي     | <0.01        | <0.2             | 8.7         | 5.6             |
| إندوميثاسين                                                                   | غير ستيرويدي | <0.01        | <0.2             | <0.1        | <0.1            |
| ليفونورجيستريل                                                                | ستيرويدي     | 31           | 420              | <0.1        | <0.1            |
| ميدروكسي بروجستيرون                                                           | ستيرويدي     | 0.15         | 1.9              | 13          | 8.1             |
| ميدروكسي بروجستيرون أسيتات                                                    | ستيرويدي     | 0.08         | 1.0              | 6.5         | 4.2             |
| ميلاتونين                                                                     | غير ستيرويدي | <0.01        | <0.2             | <0.1        | <0.1            |
| مستيرولون                                                                     | ستيرويدي     | 180          | 3600             | <0.1        | <0.1            |
| ميسترانول                                                                     | ستيرويدي     | <0.01        | <0.2             | <0.1        | <0.1            |
| ميثوكسي تريبتوفول                                                             | غير ستيرويدي | <0.01        | <0.2             | <0.1        | <0.1            |
| ميثيل دوبا                                                                    | غير ستيرويدي | <0.01        | <0.2             | <0.1        | <0.1            |
| ميثيل سيروتونين                                                               | غير ستيرويدي | <0.01        | <0.2             | <0.1        | <0.1            |
| ميثيل تستوستيرون                                                              | ستيرويدي     | 39           | 530              | <0.1        | <0.1            |
| ميتياميد                                                                      | غير ستيرويدي | <0.01        | <0.2             | <0.1        | <0.1            |
| ميتريبولون                                                                    | ستيرويدي     | 1.7          | 21               | 0.36        | 0.23            |
| ميتيرابون                                                                     | غير ستيرويدي | <0.01        | <0.2             | <0.1        | <0.1            |
| ميكسرينون                                                                     | ستيرويدي     | <0.01        | <0.2             | <0.1        | <0.1            |
| نافوكسيدين                                                                    | غير ستيرويدي | <0.01        | <0.2             | <0.1        | <0.1            |
| ناندولون                                                                      | ستيرويدي     | 5.8          | 72               | 0.10        | 0.63            |
| نورإبينفرين                                                                   | غير ستيرويدي | <0.01        | <0.2             | <0.1        | <0.1            |
| نوريثيستيرون                                                                  | ستيرويدي     | 11           | 140              | 0.28        | 0.18            |
| نوريتينودريل                                                                  | ستيرويدي     | 1.3          | 16               | 0.16        | 0.10            |
| نورمتانفرين                                                                   | غير ستيرويدي | <0.01        | <0.2             | <0.1        | <0.1            |
| فينيتوين                                                                      | غير ستيرويدي | <0.01        | <0.2             | <0.1        | <0.1            |
| بوتاسيوم كانرينوات                                                            | ستيرويدي     | 0.18         | 2.2              | 0.83        | 0.53            |
| بريدنيزولون                                                                   | ستيرويدي     | 0.04         | 0.49             | 59          | 41              |
| بريدنيزون                                                                     | ستيرويدي     | 0.17         | 2.1              | 5.0         | 3.2             |
| بروجستيرون                                                                    | ستيرويدي     | 0.71         | 8.8              | 36          | 24              |
| بروميجيستون                                                                   | ستيرويدي     | 0.007        | 0.09             | 0.40        | 0.25            |
| برورينون                                                                      | ستيرويدي     | 8.2          | 100              | <0.1        | <0.1            |
| ريزيربين                                                                      | غير ستيرويدي | <0.01        | <0.2             | <0.1        | <0.1            |
| ريفامبين                                                                      | غير ستيرويدي | <0.01        | <0.2             | <0.1        | <0.1            |
| سيروتونين                                                                     | غير ستيرويدي | <0.01        | <0.2             | <0.1        | <0.1            |
| سبيرونولاكتون                                                                 | ستيرويدي     | 0.03         | 0.37             | <0.1        | <0.1            |
| تاموكسيفين                                                                    | غير ستيرويدي | <0.01        | <0.2             | <0.1        | <0.1            |
| تستولاكتون                                                                    | ستيرويدي     | <0.01        | <0.2             | <0.1        | <0.1            |
| تستوستيرون                                                                    | ستيرويدي     | 100          | 1600             | 8.3         | 5.3             |
| تستوستيرون إينانثات                                                           | ستيرويدي     | 0.007        | 0.086            | <0.1        | <0.1            |
| 7α-ثيوبروجستيرون                                                              | ستيرويدي     | 0.06         | 0.74             | 36          | 24              |
| 7α-ثيوسبيرونولاكتون                                                           | ستيرويدي     | 0.59         | 7.3              | <0.1        | <0.1            |
| ثيروكسين                                                                      | غير ستيرويدي | <0.01        | <0.2             | <0.1        | <0.1            |
| ترييودوثيرونين                                                                | غير ستيرويدي | <0.01        | <0.2             | <0.1        | <0.1            |
| تريميثيل تريينولون                                                            | ستيرويدي     | 0.90         | 11               | 0.11        | 0.07            |
| حمض فانيلليك ماندليك                                                          | غير ستيرويدي | <0.01        | <0.2             | <0.1        | <0.1            |
| زوكلوميفين                                                                    | غير ستيرويدي | <0.01        | <0.2             | <0.1        | <0.1            |
| المراجع الليجندات (100%) لقيم RBA (%) كانت تستوستيرون لـSHBG وكورتيزول لـCBG. |              |              |                  |             |                 |

| البروجستين                                                                                 | SHBG (%) | CBG (%) |
| ------------------------------------------------------------------------------------------ | -------- | ------- |
| 17α-أليل-19-نورتستوستيرون                                                                  | <1       | ?       |
| أليليسترينول                                                                               | <1       | ?       |
| كلورمادينون أسيتات                                                                         | <1       | <1      |
| سيبروتيرون أسيتات                                                                          | <1       | <1      |
| ديزوغيستريل                                                                                | <1       | <1      |
| ديينوجيست                                                                                  | <1       | <1      |
| دروسبيرينون                                                                                | <1       | <1      |
| إيتونوجيستريل                                                                              | 15       | <1      |
| جيستودين                                                                                   | 40       | <1      |
| ليفونورجيستريل                                                                             | 50       | <1      |
| ميدروكسي بروجستيرون أسيتات                                                                 | <1       | <1      |
| ميغيسترول أسيتات                                                                           | <1       | <1      |
| نوميغيسترول أسيتات                                                                         | <1       | <1      |
| نوريلجيسترومين                                                                             | <1       | ?       |
| نوريثيستيرون                                                                               | 16       | <1      |
| نوريتينودريل                                                                               | <1       | <1      |
| نورجيستيمات                                                                                | <1       | <1      |
| بروجستيرون                                                                                 | <1       | 36      |
| بروميجيستون                                                                                | <1       | <1      |
| سيجيسترون أسيتات                                                                           | <1       | ?       |
| Δ4-تيبولون                                                                                 | 1        | <1      |
| القيم هي RBAs (%). المرجع الليجند (100%) لـSHBG كان ديهيدروتستوستيرون ولـCBG كان كورتيزول. |          |         |

| المركب                                                                 | SHBG (%) |
| ---------------------------------------------------------------------- | -------- |
| 5α-أندروستان-3β,17β-ديول                                               | 17       |
| 5β-أندروستان-3α,17β-ديول                                               | 5        |
| ديهيدروتستوستيرون                                                      | 100      |
| إيثيلسترينول                                                           | <1       |
| فلوكسي ميثيل تستوستيرون                                                | <1       |
| مستيرولون                                                              | 440      |
| ميثاندينون                                                             | 2        |
| ميتينولون                                                              | 3        |
| ميثيل تستوستيرون                                                       | 5        |
| ميتريبولون                                                             | <1       |
| ناندولون                                                               | 1        |
| أوكسي ميثولون                                                          | <1       |
| ستانوزولول                                                             | 1        |
| تستوستيرون                                                             | 19       |
| القيم هي RBAs (%). المرجع الليجند (100%) لـSHBG كان ديهيدروتستوستيرون. |          |

| المركب                                                                 | SHBG (%) |
| ---------------------------------------------------------------------- | -------- |
| 3β-أندروستانديول                                                       | 100      |
| أندروستينديول                                                          | 77       |
| بولانديل                                                               | 24       |
| 5α-ديهيدروإيثيستيرون                                                   | 100      |
| 5α-ديهيدروإيثيل تستوستيرون                                             | 18–21    |
| 5α-ديهيدرو ميثيل أندروستينديول                                         | 77       |
| 5α-ديهيدروناندولون                                                     | 44       |
| ديهيدروتستوستيرون                                                      | 100      |
| 5α-ديهيدروتريستولون                                                    | 47       |
| 4,17α-ثنائي ميثيل تستوستيرون                                           | 97       |
| دروستانولون                                                            | 39       |
| إيثيستيرون                                                             | 92       |
| فلوكسي ميثيل تستوستيرون                                                | 3        |
| 11-كيتو ديهيدروتستوستيرون                                              | 0        |
| ميدروكسي بروجستيرون أسيتات                                             | 16       |
| ميغيسترول أسيتات                                                       | 0        |
| ميستانولون                                                             | 84       |
| ميثاستيرون                                                             | 58       |
| ميثيل-1-تستوستيرون                                                     | 69       |
| ميثيل أندروستينديول                                                    | 40       |
| ميثيل تستوستيرون                                                       | 64       |
| ميبوليرون                                                              | 6        |
| ناندولون                                                               | 16       |
| ناندولون ديكانوات                                                      | 0        |
| ناندولون فينيل بروبيونات                                               | 0        |
| نوريثاندولون                                                           | 3        |
| نوريثيستيرون                                                           | 21       |
| نورمي ثاندرون                                                          | 7        |
| أوكساندولون                                                            | 0        |
| أوكسي ميثولون                                                          | 3        |
| بروجستيرون                                                             | 13       |
| ستانوزولول                                                             | 36       |
| 1-تستوستيرون                                                           | 98       |
| تستوستيرون                                                             | 82       |
| تستوستيرون بنزوات                                                      | 8        |
| تستوستيرون سيبيونات                                                    | 6        |
| تستوستيرون إينانثات                                                    | 9        |
| Δ4-تيبولون                                                             | 8        |
| تريستولون                                                              | 12       |
| تريستولون إينانثات                                                     | 12       |
| فينيل تستوستيرون                                                       | 36       |
| القيم هي RBAs (%). المرجع الليجند (100%) لـSHBG كان ديهيدروتستوستيرون. |          |

| ألدوستيرون                                                                                 | <0.2 | 6.0  |
| كورتيكوستيرون                                                                              | <0.2 | 107  |
| كورتيزول                                                                                   | <0.2 | 100  |
| ديكساميثازون                                                                               | <0.2 | <0.1 |
| ديهيدروتستوستيرون                                                                          | 100  | 0.8  |
| إستراديول                                                                                  | 8.7  | <0.1 |
| ميتريبولون                                                                                 | 0.2  | <0.1 |
| موكسيسترول                                                                                 | <0.2 | <0.1 |
| بروجستيرون                                                                                 | <0.2 | 25   |
| بروميجيستون                                                                                | <0.2 | 0.9  |
| تستوستيرون                                                                                 | 26   | 3    |
| القيم هي RBAs (%). المرجع الليجند (100%) لـSHBG كان ديهيدروتستوستيرون ولـCBG كان كورتيزول. |      |      |

| المركب                                                    | RBA لـ SHBG (%) | مرتبط بـ SHBG (%) | مرتبط بـ ألبومين (%) |
| --------------------------------------------------------- | --------------- | ----------------- | -------------------- |
| إستراديول                                                 | 50              | 37                | 61                   |
| إسترون                                                    | 12              | 16                | 80                   |
| إستريول                                                   | 0.3             | 1                 | 91                   |
| إسترون سلفات                                              | 0               | 0                 | 99                   |
| 17β-ديهيدروإيكويلين                                       | 30              | ?                 | ?                    |
| إيكويلين                                                  | 8               | 26                | 13                   |
| 17β-ديهيدروإيكويلين سلفات                                 | 0               | ?                 | ?                    |
| إيكويلين سلفات                                            | 0               | ?                 | ?                    |
| Δ8-إسترون                                                 | ?               | ?                 | ?                    |
| المرجع الليجند (100%) لقيم RBA (%) لـSHBG كان تستوستيرون. |                 |                   |                      |

## الستيرويدات الذاتية

### القياس
عند فحص مستويات الإستراديول أو التستوستيرون في المصل، يمكن قياس المستوى الكلي الذي يشمل الأجزاء الحرة والمرتبطة، أو يمكن قياس الجزء الحر بشكل منفصل. يمكن قياس غلوبولين ربط الهرمونات الجنسية (SHBG) بشكل منفصل عن الجزء الكلي من التستوستيرون.
مؤشر الأندروجين الحر يعبر عن نسبة التستوستيرون إلى SHBG ويمكن استخدامه لتلخيص نشاط التستوستيرون الحر.

### التقارب والارتباط
| الستيرويد | تقارب SHBG | تقارب SHBG  | ارتباط بروتينات البلازما في الرجال | ارتباط بروتينات البلازما في الرجال | ارتباط بروتينات البلازما في الرجال | ارتباط بروتينات البلازما في الرجال | ارتباط بروتينات البلازما في الرجال | ارتباط بروتينات البلازما في النساء (مرحلة الجريبي) | ارتباط بروتينات البلازما في النساء (مرحلة الجريبي) | ارتباط بروتينات البلازما في النساء (مرحلة الجريبي) | ارتباط بروتينات البلازما في النساء (مرحلة الجريبي) | ارتباط بروتينات البلازما في النساء (مرحلة الجريبي) |
| الستيرويد | RBA (%)    | K (106 M−1) | الكلي (nM)                         | غير مرتبط (%)                      | SHBG (%)                           | CBG (%)                            | ألبومين (%)                        | الكلي (nM)                                         | غير مرتبط (%)                                      | SHBG (%)                                           | CBG (%)                                            | ألبومين (%)                                        |
| --- | ---------- | ----------- | ---------------------------------- | ---------------------------------- | ---------------------------------- | ---------------------------------- | ---------------------------------- | -------------------------------------------------- | -------------------------------------------------- | -------------------------------------------------- | -------------------------------------------------- | -------------------------------------------------- |
| ألدوستيرون | 0.017      | 0.21        | 0.35                               | 37.1                               | 0.10                               | 21.2                               | 41.6                               | 0.24                                               | 36.8                                               | 0.23                                               | 21.9                                               | 41.2                                               |
| 3α-أندروستانديول | 82         | 1300        | 0.41                               | 0.85                               | 13.7                               | <0.1                               | 85.5                               | 0.068                                              | 0.71                                               | 27.9                                               | <0.1                                               | 71.4                                               |
| أندروستينديول | 97         | 1500        | 4.3                                | 3.24                               | 60.4                               | <0.1                               | 36.3                               | 2.4                                                | 1.73                                               | 78.8                                               | <0.1                                               | 19.4                                               |
| أندروستينديون | 2.3        | 29          | 4.1                                | 7.85                               | 2.82                               | 1.37                               | 88.0                               | 5.4                                                | 7.54                                               | 6.63                                               | 1.37                                               | 84.5                                               |
| أندروستيرون | 1.1        | 14          | 2.0                                | 4.22                               | 0.73                               | 0.52                               | 94.5                               | 1.5                                                | 4.18                                               | 1.77                                               | 0.54                                               | 93.5                                               |
| كورتيكوستيرون | 0.18       | 2.2         | 12                                 | 3.39                               | 0.09                               | 77.5                               | 19.0                               | 7.0                                                | 3.28                                               | 0.22                                               | 78.1                                               | 18.4                                               |
| كورتيزول | 0.13       | 1.6         | 400                                | 3.91                               | 0.08                               | 89.5                               | 6.57                               | 400                                                | 3.77                                               | 0.18                                               | 89.7                                               | 6.33                                               |
| كورتيزون | 0.22       | 2.7         | 72                                 | 16.2                               | 0.54                               | 38.0                               | 45.3                               | 54                                                 | 15.8                                               | 1.30                                               | 38.6                                               | 44.3                                               |
| ديهيدروإيبياندروستيرون | 5.3        | 66          | 24                                 | 4.13                               | 3.38                               | <0.1                               | 92.4                               | 17                                                 | 3.93                                               | 7.88                                               | <0.1                                               | 88.1                                               |
| 11-ديهيدروكورتيكوستيرون | 1.9        | 24          | 0.20                               | 2.69                               | 0.80                               | 36.4                               | 60.1                               | 0.12                                               | 2.62                                               | 1.91                                               | 36.9                                               | 58.6                                               |
| 11-ديهيدروكورتيزول | 1.3        | 16          | 1.4                                | 3.37                               | 0.67                               | 77.1                               | 18.9                               | 0.60                                               | 3.24                                               | 1.57                                               | 77.1                                               | 18.1                                               |
| ديهيدروتستوستيرون | 220        | 5500        | 1.7                                | 0.88                               | 59.7                               | 0.22                               | 39.2                               | 0.65                                               | 0.47                                               | 78.4                                               | 0.12                                               | 21.0                                               |
| إستراديول | 49         | 680         | 0.084                              | 2.32                               | 19.6                               | <0.1                               | 78.0                               | 0.29                                               | 1.81                                               | 37.3                                               | <0.1                                               | 60.8                                               |
| إستريول | 0.35       | 4.3         | 0.037                              | 8.15                               | 0.44                               | <0.2                               | 91.3                               | 0.10                                               | 8.10                                               | 1.06                                               | <0.2                                               | 90.7                                               |
| إسترون | 12         | 150         | 0.081                              | 3.96                               | 7.37                               | <0.1                               | 88.6                               | 0.23                                               | 3.58                                               | 16.3                                               | <0.1                                               | 80.1                                               |
| إيتيوكولانولون | 0.11       | 1.4         | 1.3                                | 8.15                               | 0.14                               | 0.44                               | 91.3                               | 1.2                                                | 8.13                                               | 0.35                                               | 0.46                                               | 91.1                                               |
| بريغنينولون | 1.1        | 14          | 2.4                                | 2.87                               | 0.50                               | 0.16                               | 96.5                               | 2.2                                                | 2.85                                               | 1.21                                               | 0.16                                               | 95.8                                               |
| 17α-هيدروكسي بريغنينولون | 0.19       | 2.3         | 5.4                                | 4.27                               | 0.12                               | <0.1                               | 95.5                               | 3.5                                                | 4.26                                               | 0.30                                               | <0.1                                               | 95.4                                               |
| بروجستيرون | 0.71       | 8.8         | 0.57                               | 2.39                               | 0.26                               | 17.2                               | 80.1                               | 0.65                                               | 2.36                                               | 0.63                                               | 17.7                                               | 79.3                                               |
| 17α-هيدروكسي بروجستيرون | 0.8        | 9.9         | 5.4                                | 2.50                               | 0.31                               | 41.3                               | 55.9                               | 1.8                                                | 2.44                                               | 0.73                                               | 42.1                                               | 54.7                                               |
| تستوستيرون | 100        | 1600        | 23                                 | 2.23                               | 44.3                               | 3.56                               | 49.9                               | 1.3                                                | 1.36                                               | 66.0                                               | 2.26                                               | 30.4                                               |
| في الرجال، كانت تركيزات SHBG وCBG والألبومين 28 nM و0.7 μM و0.56 mM على التوالي. في النساء، كانت التركيزات 37 nM و0.7 μM و0.56 mM على التوالي. |            |             |                                    |                                    |                                    |                                    |                                    |                                                    |                                                    |                                                    |                                                    |                                                    |

## المرادفات
SHBG معروف بعدة أسماء مختلفة بما في ذلك:
- غلوبولين ربط الهرمونات الجنسية (SHBG)
- غلوبولين ربط الستيرويدات الجنسية (SSBG, SBG)
- بروتين ربط الستيرويدات الجنسية (SBP, SSBP)
- بروتين ربط الأندروجين (ABP)
- بروتين ربط الإستراديول (EBP)
- غلوبولين ربط التستوستيرون–الإستراديول (TeBG, TEBG)

## قراءة إضافية
- Rosner W، Hryb DJ، Khan MS، Nakhla AM، Romas NA (1999). "Sex hormone-binding globulin mediates steroid hormone signal transduction at the plasma membrane". The Journal of Steroid Biochemistry and Molecular Biology. ج. 69 ع. 1–6: 481–5. DOI:10.1016/S0960-0760(99)00070-9. PMID:10419028. S2CID:6499033.
- Power SG، Bocchinfuso WP، Pallesen M، Warmels-Rodenhiser S، Van Baelen H، Hammond GL (أكتوبر 1992). "Molecular analyses of a human sex hormone-binding globulin variant: evidence for an additional carbohydrate chain". The Journal of Clinical Endocrinology and Metabolism. ج. 75 ع. 4: 1066–70. DOI:10.1210/jcem.75.4.1400872. PMID:1400872.
- Gershagen S، Lundwall A، Fernlund P (نوفمبر 1989). "Characterization of the human sex hormone binding globulin (SHBG) gene and demonstration of two transcripts in both liver and testis". Nucleic Acids Research. ج. 17 ع. 22: 9245–58. DOI:10.1093/nar/17.22.9245. PMC:335128. PMID:2587256.
- Hammond GL، Underhill DA، Rykse HM، Smith CL (نوفمبر 1989). "The human sex hormone-binding globulin gene contains exons for androgen-binding protein and two other testicular messenger RNAs". Molecular Endocrinology. ج. 3 ع. 11: 1869–76. DOI:10.1210/mend-3-11-1869. PMID:2608061.
- Que BG، Petra PH (يوليو 1987). "Characterization of a cDNA coding for sex steroid-binding protein of human plasma". FEBS Letters. ج. 219 ع. 2: 405–9. Bibcode:1987FEBSL.219..405Q. DOI:10.1016/0014-5793(87)80261-2. PMID:2956125. S2CID:21654093.
- Gershagen S، Fernlund P، Lundwall A (أغسطس 1987). "A cDNA coding for human sex hormone binding globulin. Homology to vitamin K-dependent protein S". FEBS Letters. ج. 220 ع. 1: 129–35. Bibcode:1987FEBSL.220..129G. DOI:10.1016/0014-5793(87)80890-6. PMID:2956126. S2CID:13166151.
- Walsh KA، Titani K، Takio K، Kumar S، Hayes R، Petra PH (نوفمبر 1986). "Amino acid sequence of the sex steroid binding protein of human blood plasma". Biochemistry. ج. 25 ع. 23: 7584–90. DOI:10.1021/bi00371a048. PMID:3542030.
- Hammond GL، Robinson PA، Sugino H، Ward DN، Finne J (أبريل 1986). "Physicochemical characteristics of human sex hormone binding globulin: evidence for two identical subunits". Journal of Steroid Biochemistry. ج. 24 ع. 4: 815–24. DOI:10.1016/0022-4731(86)90442-5. PMID:3702459.
- Hardy DO، Cariño C، Catterall JF، Larrea F (أبريل 1995). "Molecular characterization of a genetic variant of the steroid hormone-binding globulin gene in heterozygous subjects". The Journal of Clinical Endocrinology and Metabolism. ج. 80 ع. 4: 1253–6. DOI:10.1210/jcem.80.4.7714097. PMID:7714097.
- Cargill M، Altshuler D، Ireland J، Sklar P، Ardlie K، Patil N، Shaw N، Lane CR، Lim EP، Kalyanaraman N، Nemesh J، Ziaugra L، Friedland L، Rolfe A، Warrington J، Lipshutz R، Daley GQ، Lander ES (يوليو 1999). "Characterization of single-nucleotide polymorphisms in coding regions of human genes". Nature Genetics. ج. 22 ع. 3: 231–8. DOI:10.1038/10290. PMID:10391209. S2CID:195213008.
- Grishkovskaya I، Avvakumov GV، Sklenar G، Dales D، Hammond GL، Muller YA (فبراير 2000). "Crystal structure of human sex hormone-binding globulin: steroid transport by a laminin G-like domain". The EMBO Journal. ج. 19 ع. 4: 504–12. DOI:10.1093/emboj/19.4.504. PMC:305588. PMID:10675319.
- Hogeveen KN، Talikka M، Hammond GL (سبتمبر 2001). "Human sex hormone-binding globulin promoter activity is influenced by a (TAAAA)n repeat element within an Alu sequence". The Journal of Biological Chemistry. ج. 276 ع. 39: 36383–90. DOI:10.1074/jbc.M104681200. PMID:11473114.
- Hryb DJ، Nakhla AM، Kahn SM، St George J، Levy NC، Romas NA، Rosner W (يوليو 2002). "Sex hormone-binding globulin in the human prostate is locally synthesized and may act as an autocrine/paracrine effector". The Journal of Biological Chemistry. ج. 277 ع. 29: 26618–22. DOI:10.1074/jbc.M202495200. PMID:12015315.
- Raineri M، Catalano MG، Hammond GL، Avvakumov GV، Frairia R، Fortunati N (مارس 2002). "O-Glycosylation of human sex hormone-binding globulin is essential for inhibition of estradiol-induced MCF-7 breast cancer cell proliferation". Molecular and Cellular Endocrinology. ج. 189 ع. 1–2: 135–43. DOI:10.1016/S0303-7207(01)00725-0. PMID:12039072. S2CID:24123789.
- Grishkovskaya I، Avvakumov GV، Hammond GL، Muller YA (مايو 2002). "Resolution of a disordered region at the entrance of the human sex hormone-binding globulin steroid-binding site". Journal of Molecular Biology. ج. 318 ع. 3: 621–6. DOI:10.1016/S0022-2836(02)00169-9. PMID:12054810.
- Thompson DJ، Healey CS، Baynes C، Kalmyrzaev B، Ahmed S، Dowsett M، Folkerd E، Luben RN، Cox D، Ballinger D، Pharoah PD، Ponder BA، Dunning AM، Easton DF (ديسمبر 2008). "Identification of common variants in the SHBG gene affecting sex hormone-binding globulin levels and breast cancer risk in postmenopausal women". Cancer Epidemiology, Biomarkers & Prevention. ج. 17 ع. 12: 3490–8. DOI:10.1158/1055-9965.EPI-08-0734. PMC:2660245. PMID:19064566.
- Trkiehl (2011). "SHBG - SNPedia". مؤرشف من الأصل في 2022-07-07. اطلع عليه بتاريخ 2014-07-13.

## روابط خارجية
- Androgen-Binding+Protein في المكتبة الوطنية الأمريكية للطب نظام فهرسة المواضيع الطبية (MeSH).